# Casto Plasencia
Casto Plasencia y Maestro (Cañizar, 17 de julio de 1846-Madrid, 18 de mayo de 1890) fue un pintor español. Practicó la pintura histórica, el retrato, la pintura de costumbres, la pintura decorativa y el gran mural, con una evolución posterior hacia la pintura del natural que le llevaría a crear la colonia artística de Muros dedicada al paisajismo plenairista. 

## Biografía

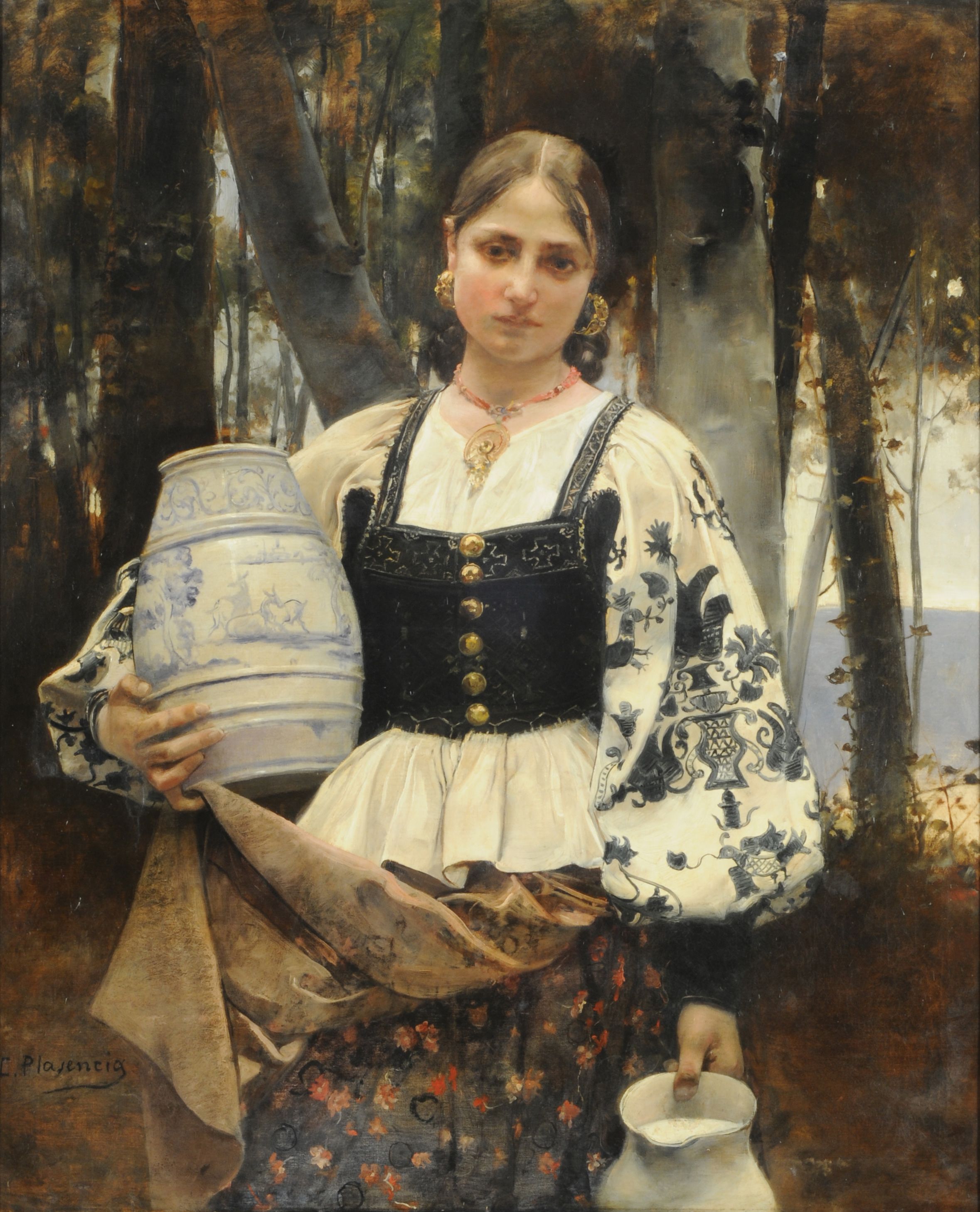
La lechera, Casto Plasencia.

Nació el 17 de julio de 1846 en la localidad guadalajareña de Cañizar. Hijo de un médico rural, quedó huérfano en su adolescencia. Bajo la protección de sucesivos próceres, viajó a Madrid e ingresó en la Academia de Bellas Artes de San Fernando, formando parte de la primera promoción de pensionados para la Academia Española de Bellas Artes de Roma. Su espaldarazo definitivo en los círculos académicos lo consiguió con Origen de la República romana, con el que obtuvo una primera medalla en la Exposición Nacional de 1878 y tercera medalla y gran cruz de la Legión de Honor en la Universal de París de ese mismo año. 
Establecido en Madrid, Plasencia llegaría a ser retratista de los reyes Alfonso XII y María de las Mercedes. También destacó en pintura religiosa. Como subdirector de la obra artística de San Francisco el Grande, además de participar en la decoración de la cúpula principal del templo, tuvo a su cargo las pinturas de la capilla llamada de la Orden de Carlos III, cuyos bocetos se conservan en el Museo del Prado. También en Madrid, participó en la decoración del Café de Fornos, la del palacio del marqués de Linares y fue socio fundador y presidente del Círculo de Bellas Artes.
Hacia el verano de 1884, Tomás García Sampedro le invitó a visitar la localidad asturiana de Muros del Nalón. En sucesivos viajes estivales, ambos pintores en compañía de otros alumnos y amigos, se dedicaron a la pintura al natural por los alrededores del municipio, dando cuerpo a la "colonia de Muros", colectivo plenairista, entre cuyos participantes, además de García Sampedro, estaban Heliodoro Guillén Pedemonti, Campuzano, Perea, Lhardy, Francisco Alcántara, Maximino Peña Muñoz, Vicente Bas, Tomás Muñoz Lucena, Luis Romea, Luis Bertodano, Antonio Cordero, Ángel Andrade, Marcelina Poncela, Rafael de la Torre, Adolfo Marín, además de otros pintores más veteranos como Manuel Domínguez y José Robles.

## Algunas obras

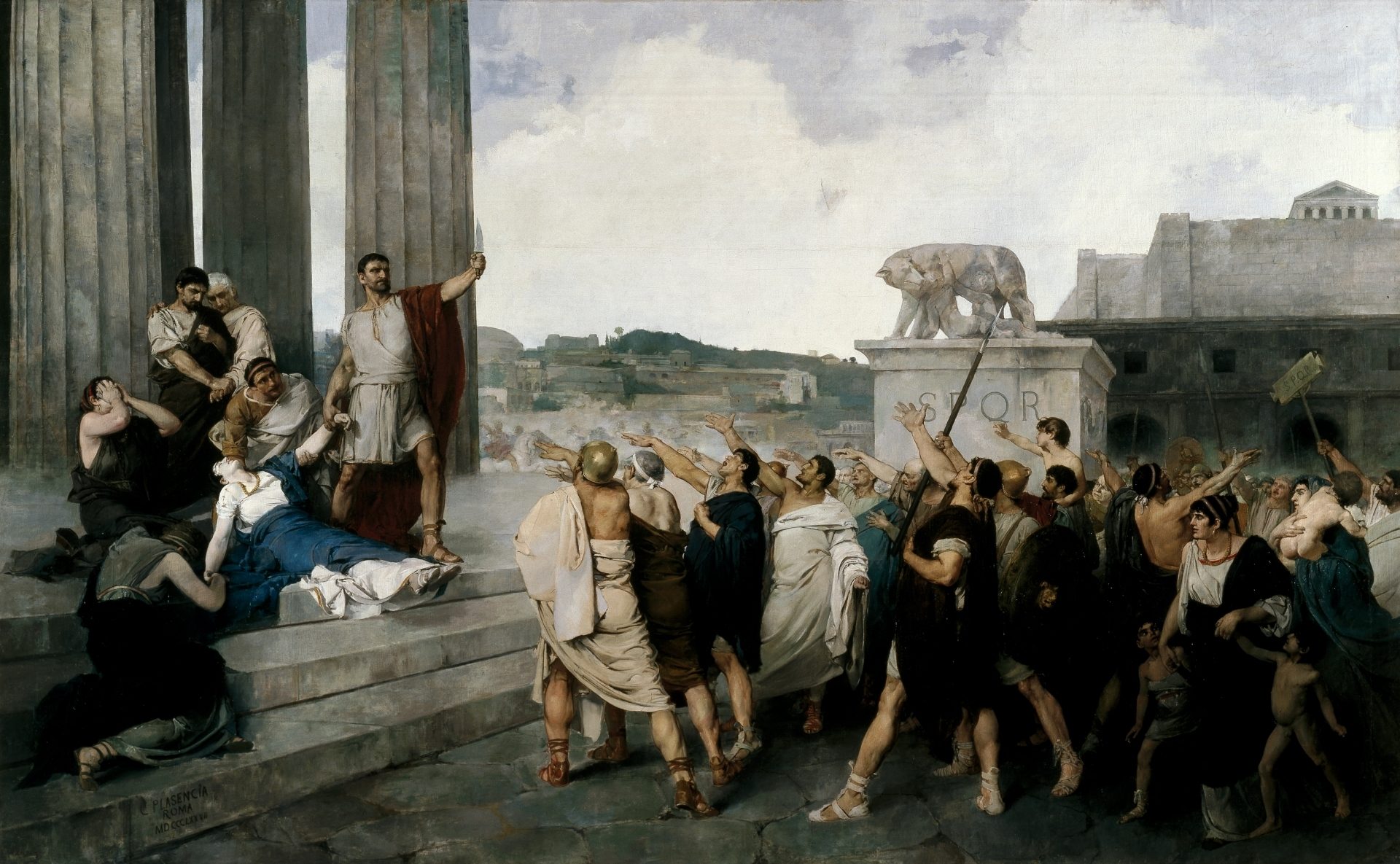
El origen de la República romana (Museo del Prado)

- Retrato de Hipólito Rossy y Paul (1869), en el Museo de Bellas Artes de Sevilla[1]
- El rapto de las Sabinas (1873)
- El origen de la república romana, en el Museo del Prado de Madrid.
- Ninfa de las mariposas, en el Museo de Zaragoza.
- Retrato de Bravo Murillo (1879), en el Congreso de Diputados de España.Sitio del Congreso